# Тим Крюгер
Марсель Бонн (нем. Marcel Bonn, 25 января 1981, Дюссельдорф — 1 марта 2025, Мальорка, Балеарские острова), известный под псевдонимом Тим Крюгер (нем. Tim Kruger) — немецкий порноактёр, продюсер и режиссёр. В 2006 году он начал работать в порнографической киноиндустрии, а в 2009 году стал одним из основателей сайта TimTales, где до самой смерти снимался и создавал фильмы в жанре гей-порнографии.

## Юные годы
Тим Крюгер родился под именем Марсель Бонн 25 января 1981 года в Дюссельдорфе, Германия. Он прошёл обучение в области делового администрирования.

## Карьера
Крюгер работал в порномагазине в Берлине, где у него возник интерес к съёмкам в фильмах для взрослых. Он отправлял электронные письма и фотографии в студии, и впоследствии с ним связывались по поводу ролей. В 2006 году Крюгер начал свою карьеру в индустрии фильмов для взрослых.
Крюгер снимался в фильмах для разных студий, включая Cazzo Film, Hot House и Raging Stallion Studios. Он снимался в таких фильмах, как «DeskTops», «Pizza Cazzone», «Tim’s Tool», «Wood Work», «Hot House Backroom, Vol. 10» и «The Deep End».
В 2009 году Крюгер запустил свой сайт TimTales совместно со своим партнёром, который выступал в качестве оператора и время от времени появлялся на экране. На сайте размещалась любительская гей-порнография с упором на подлинность. Крюгер заявил, что контент сайта основан на личных предпочтениях, а не на заранее подготовленных выступлениях. Он также продолжал работать на внешние студии, одновременно поддерживая веб-сайт.

## Личная жизнь
Крюгер долгое время состоял в отношениях со своим партнёром Гробсом Гераетом, который помогал ему в создании и монтаже видео. Он описал себя как более сдержанного в личной жизни по сравнению с тем, как он выглядит на экране. Крюгер умер 1 марта 2025 года в возрасте 44 лет после несчастного случая у себя дома. В заявлении, приписываемом его партнёру, говорится, что несчастный случай не был связан с наркотиками и/или самоубийством.